# Rutidea dupuisii
Rutidea dupuisii är en måreväxtart som beskrevs av De Wild.. Rutidea dupuisii ingår i släktet Rutidea och familjen måreväxter.

## Underarter
Arten delas in i följande underarter:
- R. d. dupuisii
- R. d. occidentalis